# Sherwood, Wisconsin
Sherwood là một làng thuộc quận Calumet, tiểu bang Wisconsin, Hoa Kỳ. Năm 2006, dân số của làng này là 1550 người.